# Église Saint-Cyr-et-Sainte-Julitte de Saint-Cyr-le-Gravelais
L'église Saint-Cyr-et-Sainte-Julitte est une église catholique située à Saint-Cyr-le-Gravelais, dans le département français de la Mayenne.

## Localisation
L'église est située dans le bourg de Saint-Cyr-le-Gravelais, place de l'Église, non loin de la route départementale 252.

## Histoire
L'église primitive comprenait une nef et une abside. En 1830, une chapelle a été rajoutée et une tour clocher a été bâtie.
L'inventaire se déroule en 1906, en présence de trois brigades de gendarmerie.

## Intérieur
L'église possède deux chapelles, l'une dédiée à la Vierge et une à saint Sébastien. Elle renferme les statues de Cyr de Tarse, de sa mère Juliette de Césarée et de saint Sébastien.
Le maître-autel est disposé « à la romaine » (en avant de l'abside) et comprenant un Christ en croix.
La statue de saint Sébastien surmonte l'ancien maître-autel ; elle est l'œuvre de François Langlois et commémore la protection que la paroisse a obtenue du saint lors d'une épidémie de peste en 1751.

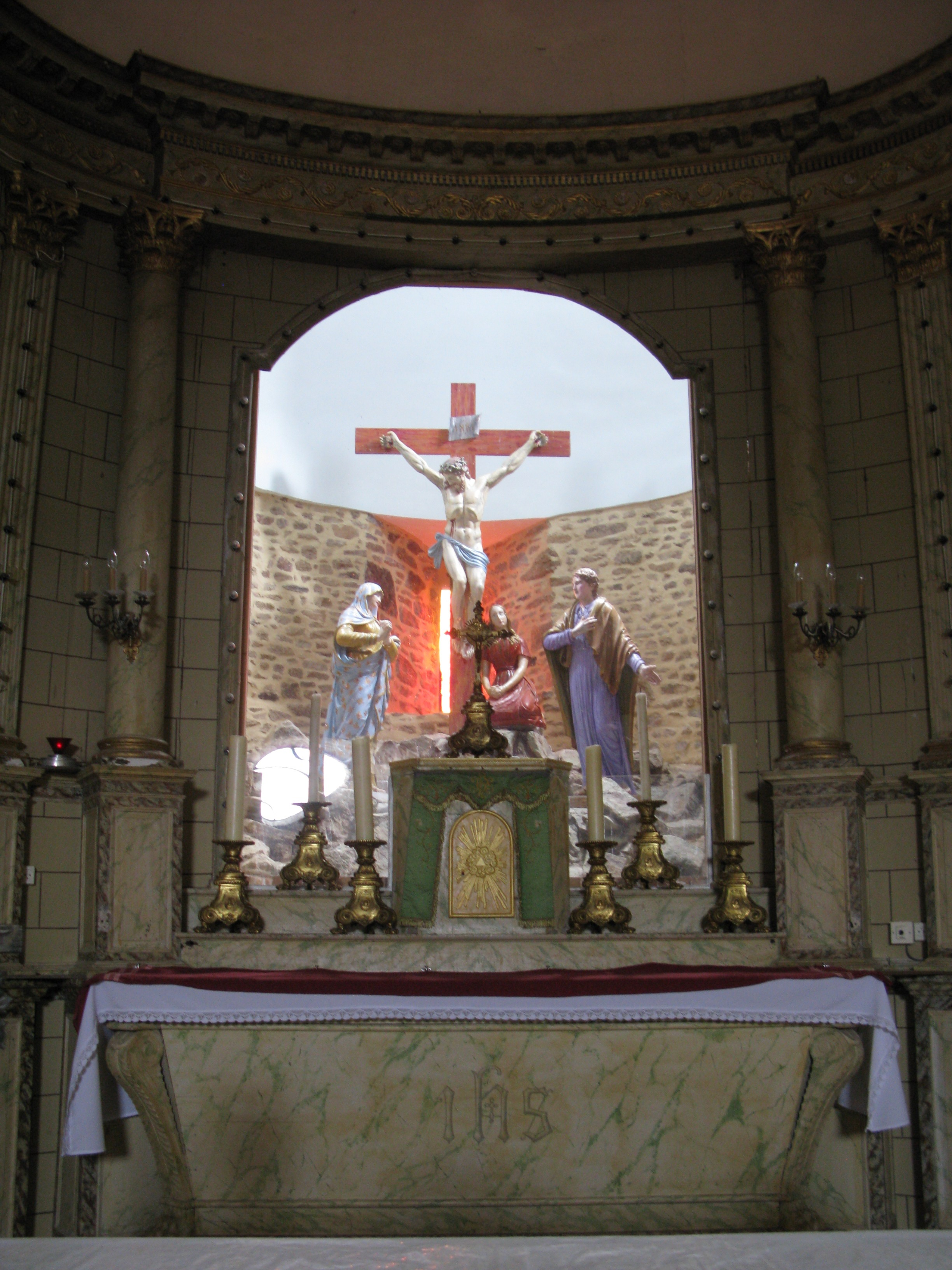
Le maître-autel.
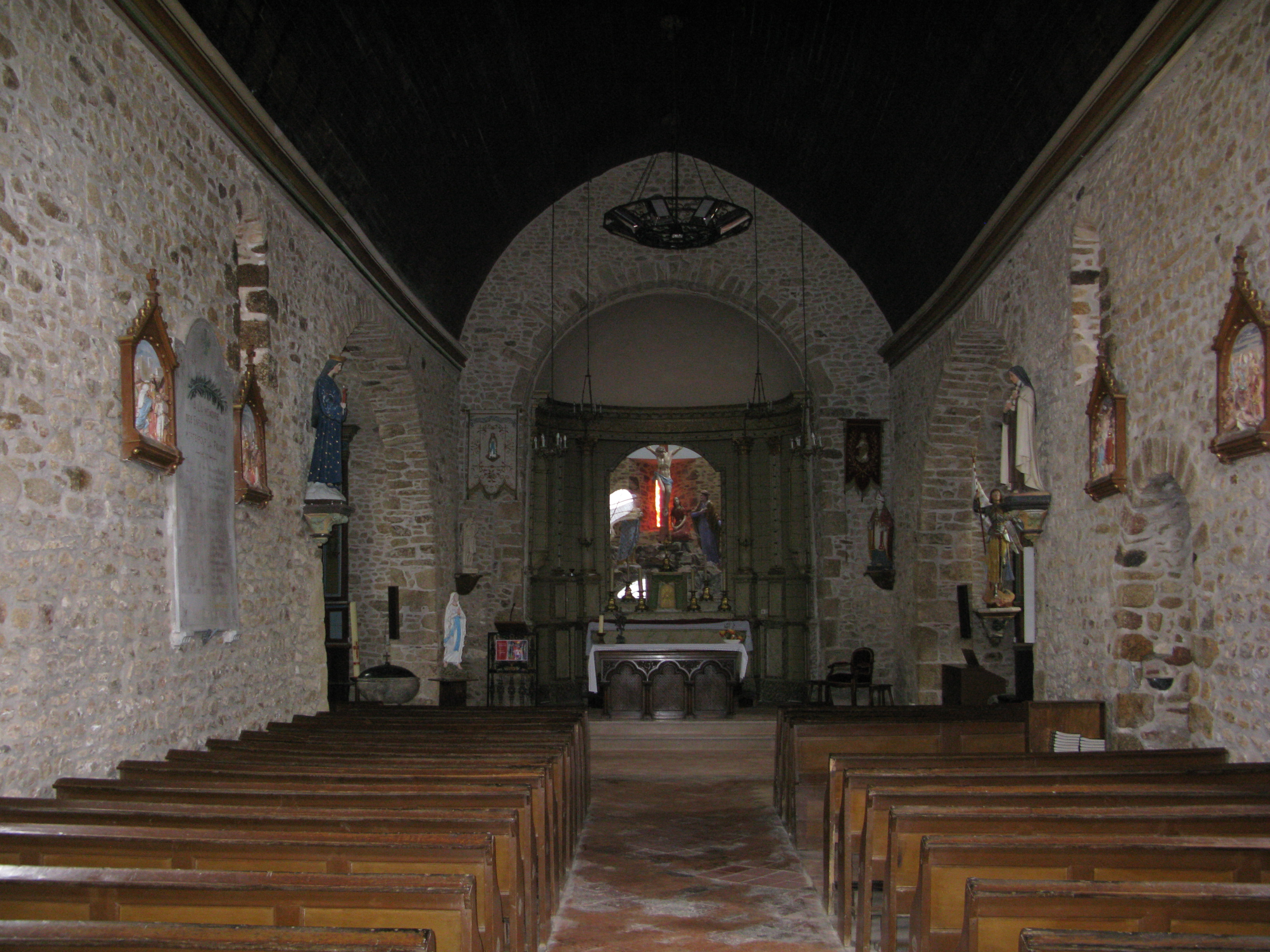
La nef.
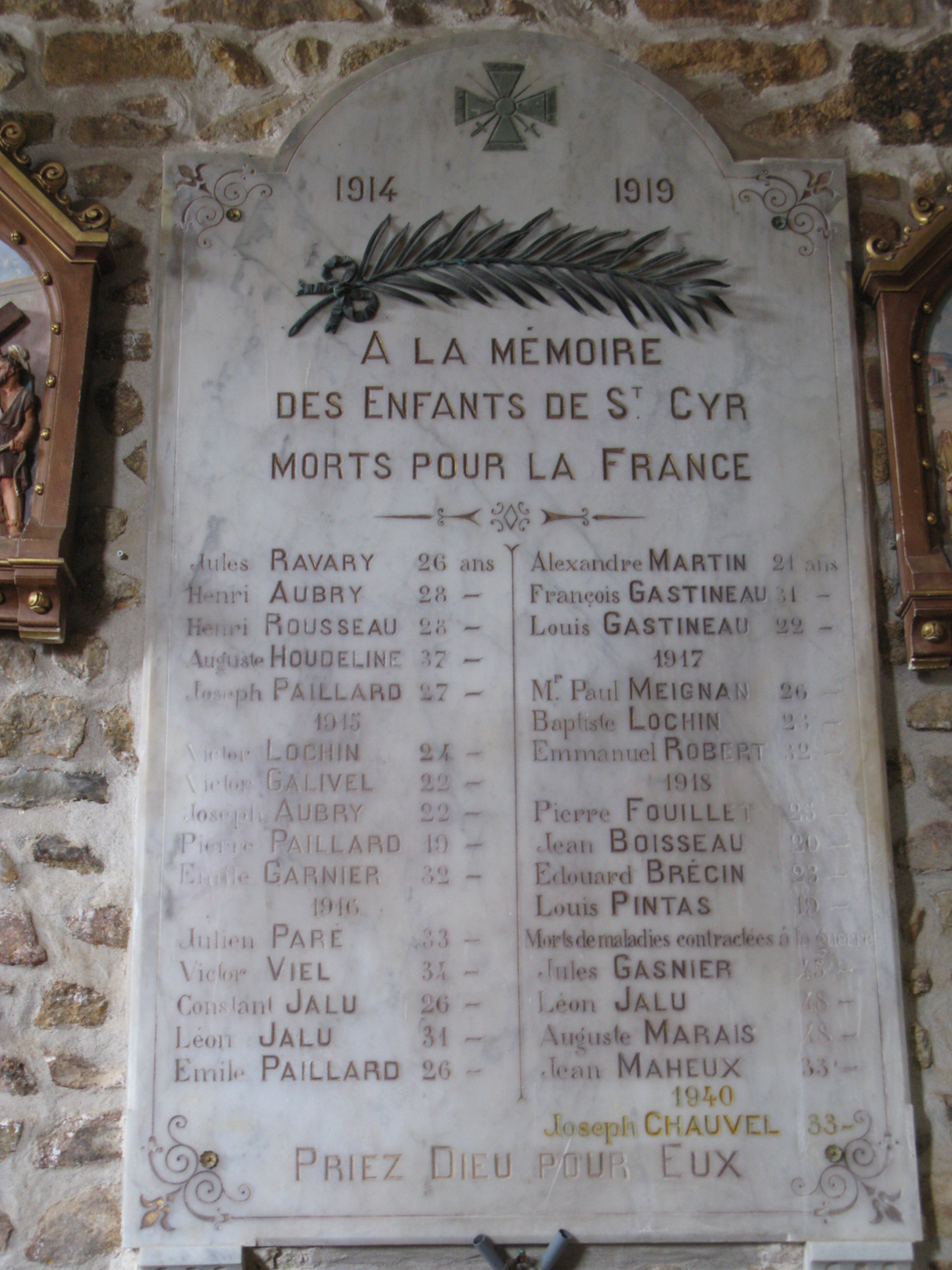
La plaque commémorative de la Première Guerre Mondiale.